# Клари (коммуна)
Клари (фр. Clary) — коммуна во Франции, регион О-де-Франс, департамент Нор, кантон Като-Камбрези. Расположена в 18 км к юго-востоку от Камбре, в 33 км к северу от Сен-Кантена и в 23 км от автомагистрали А26 «Англия».
Население (2017) — 1 092 человека.

## Экономика
Уровень безработицы (2017) — 12,0 % (Франция в целом — 13,4 %, департамент Нор — 17,6 %). 

Среднегодовой доход на 1 человека, евро (2017) — 20 390 (Франция в целом — 21 110, департамент Нор — 19 490).

## Демография
Динамика численности населения, чел.

## Администрация
Пост мэра Клари с 2020 года занимает Мари-Жо Депре (Marie-Jo Déprez). На муниципальных выборах 2020 года возглавляемый ею список был единственным.
| Период | Период | Фамилия          | Партия                        | Примечания |
| ------ | ------ | ---------------- | ----------------------------- | ---------- |
| 1971   | 2005   | Мари-Луиза Фулон |                               |            |
| 2005   | 2020   | Жерар Тен        | Союз демократов и независимых |            |
| 2020   |        | Мари-Жо Депре    |                               |            |